# Mauritiuskirche (Zaberfeld)

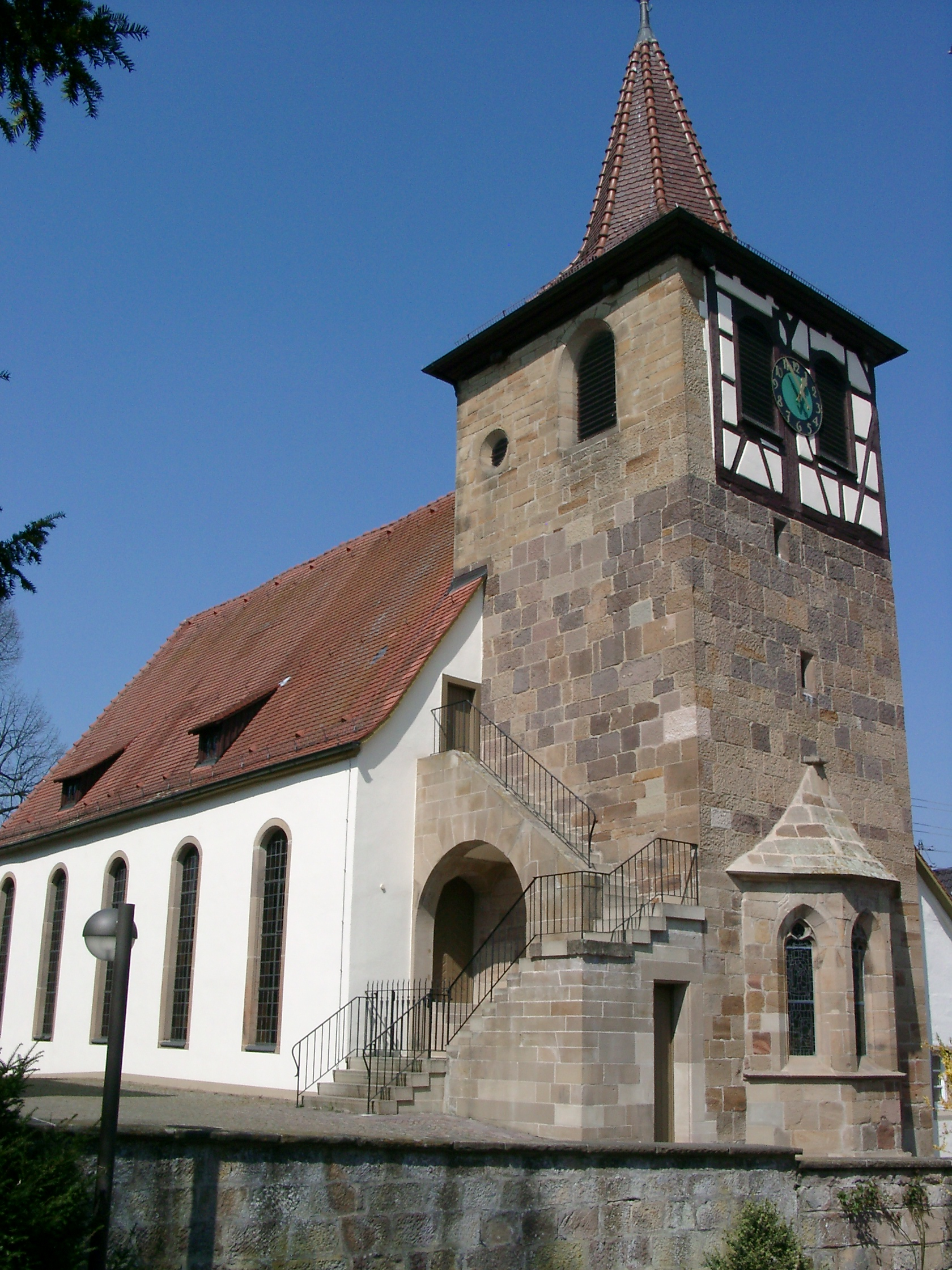
Die Mauritiuskirche von Südosten mit dem Schiff, dem Kirchturm und dem daran angebauten Chörchen von Hans Wunderer

Die Mauritiuskirche ist ein evangelischer Sakralbau in der baden-württembergischen Gemeinde Zaberfeld. Im Ortskern gelegen bildet die Kirche ein Gebäudeensemble mit dem Rathaus und dem Renaissanceschloss. Teile der Kirche reichen mindestens bis ins 13. Jahrhundert zurück; sie steht unter Denkmalschutz.
An das 1744 erweiterte Kirchenschiff schließt im Osten ein aus dem späten 13. Jahrhundert stammender Chorturm an. An diesen gotischen, unten kreuzrippengewölbten Turm baute Hans Wunderer im Jahr 1505 ein spätgotisches Chörchen an.
Im Innern des Kirchengebäudes befinden sich einige Grabplatten der einstigen Besitzer des Ortes, der Sternenfels, sowie ein Sakramentshäuschen von 1476. Die modernen, bunten Kirchenfenster zeigen Werke der Barmherzigkeit.
Bis 1997 diente das ehemalige Schloss als Pfarrhaus.

## Glocken
Im Turm der Mauritiuskirche befinden sich drei Glocken. Im Jahre 1941 mussten zwei Glocken abgegeben werden, Osanna und eine mittlere Glocke. Diese mittlere Glocke war Ersatz für eine dem Ersten Weltkrieg zum Opfer gefallenen Glocke, die 1699 von Bernhard von Sternenfels gestiftet worden war.
| Name        | Gussjahr | Gießer                       | Inschrift | Kurzbeschreibung                                                                                              |
| ----------- | -------- | ---------------------------- | --- | --- |
| Betglocke   | 1505     | Bernhart Lachaman, Heilbronn | OSANNA HEIS ICH BERNHART LACHAMAN GOS MICH 1505 | Die „Osanna“ aus katholischer Zeit musste 1941 abgeliefert werden. Zu Weihnachten 1947 kam sie wieder zurück. |
| Kreuzglocke | 1954     | A. Bachert, Heilbronn        | VERLEIH VNS FRIEDEN GNÄDIGLICH, HERR GOTT ZV VNSEREN ZEITEN" und "DIE EVANG. KIRCHENGEMEINDE ZABERFELD IHREN GEFALLENEN VND VERMISSTEN SÖHNEN PFINGSTEN 1954 | Die neueste Glocke im Turm ist mit einer Taube verziert.                                                      |
| Taufglocke  | 1607     | M. Georg Knaup               | JVNKER JOHAN ADAM VON STERNENFELSZ ZV ZAVWERFELT LIS MICH GIESEN. DVRCHS FEYER FLOS ICH M. GEORG KNAVP ZV SPEIER IN KNITLINGA 1607                           | Die Taufglocke hat einen reich verzierten Fries mit Ornamenten.                                               |